# The Australian Ballet
The Australian Ballet (del inglés: Australian Ballet) es una compañía de ballet fundada en el año 1962, realizando su primera presentación en el Teatro de Su Majestad de Sídney, Australia.
Actualmente la Compañía, con base en la ciudad de Melbourne, realiza regularmente eventos en las mayores ciudades de Australia y del mundo, junto con su temporada ordinaria en el Victorian Arts Centre de Melbourne. Cuando se encuentra en Sídney, sus representaciones se hacen en la Casa de la Ópera de Sídney (Sydney Opera House), mientras que cuando realiza funciones en Brisbane, lo hace en el Teatro Lírico del Queensland Performing Arts Centre.
- Datos: Q2872164
- Multimedia: Borovansky Ballet / Q2872164